# Karl Hermann Frank
Karl Hermann Frank (født 24. januar 1898, død 22. maj 1946) var en sudetertysk nazistisk tjenestemand i Tjekkoslovakiet før og under Anden Verdenskrig og SS-Obergruppenführer. 
Karl Hermann Frank var fortaler for at de tysk dominerede områder i Tjekkoslovakiet blev knyttet til Tyskland og opnåede en position som vice-sekretær i det nazistiske parti Sudetendeutsche Partei i Tjekkoslovakiet. Efter Nazi-Tyskland ved Münchenaftalen annekterede de tyske dele af Tjekkoslovakiet opnåede Karl Hermann Frank rang af Obergruppenführer og havde kommandoen over det nazistiske protektorats politistyrker, herunder Gestapo og Sicherheitsdienst. Han havde tillige rang af general i Waffen-SS. 
Efter krigen blev han retsforfulgt for sin rolle i organiseringen af massakrer i de tjekkeiske landsbyer krigsforbrydelser Han blev henrettet ved hængning efter anden verdenskrig for sin rolle i organiseringen af massakrerne af civilbefolkningerne i de tjekkiske landsbyer Lidice og Ležáky, der blev gennemført som hævn over attentatet på Reinhard Heydrich. Frank blev fundet skyldig og henrettet ved hængning den 22. maj 1946.